# ヒカリノアメ
「ヒカリノアメ」（ひかりのあめ）は、ZIGGYの23枚目のシングル。2019年4月3日にSPACE SHOWER MUSICより発売。

## 概要
- 前作「君の笑顔より美しい花を知らない」から約1年ぶりのシングルリリース。
- 表題曲である「ヒカリノアメ」はディスコバージョンとパンクバージョンを収録。ジャケット写真の森重樹一のメイクは、この2つのバージョンを表現している。

## 収録曲
| #         | タイトル                             | 作詞      | 作曲      | 時間  |
| --------- | ------------------------------------ | --------- | --------- | ----- |
| 1.        | 「ヒカリノアメ (future disco ver.)」 | 森重樹一  | 森重樹一  | 5:08  |
| 2.        | 「SOMETIMES」                        | 森重樹一  | 森重樹一  | 4:40  |
| 3.        | 「MELODY」                           | 森重樹一  | 森重樹一  | 5:32  |
| 4.        | 「ヒカリノアメ (hyper punk ver.)」   | 森重樹一  | 森重樹一  | 3:54  |
| 合計時間: | 合計時間:                            | 合計時間: | 合計時間: | 19:14 |